# 何曼
何曼（？—？），東漢時期人物，黃巾軍將領。曾參與黃巾起義，叛亂平息後，與劉辟、黃邵、何儀等人佔壉著汝南（今河南駐馬店）、潁川（今河南省中部）一帶。

## 記載
據《三國志·魏書·武帝紀》記載，何曼與劉辟、黃邵、何儀等人，在黃巾起義叛亂平息後，於汝南、潁川一代佔據為主，各擁有數萬軍隊，先響應袁術，後來依靠孫堅。建安元年（196年）2月，曹操帶兵攻擊，殺死黃邵、劉辟(尚有爭議)，何曼、何儀率眾投降。此後於《三國志》中無登場，亦無死亡紀錄。

## 小說相關

### 《三國演義》
於中國經典長篇歷史小說《三國演義》中，何曼為何儀的部將，头裹黄巾，身披绿袄，手提铁棒，綽號「截天夜叉」。曹操前往潁、汝平定黃巾軍時，他出陣挑戰，和曹洪步戰四、五十回合不分勝負，最後被曹洪使計詐敗，用拖刀計砍死。

### 其餘小說
於知名作家風回所著之小說《醜霸三國》中，與何儀為避朝廷追捕，化名為可曼、可儀，前往投靠臨洮董家，為池陽君給收做部屬。後於董卓死後，成為書中主角董俷之隨軍護衛。
於香港作家何故所著之小說《闇三國志》中，與何儀一起投靠曹操，擔任「摸金校尉」一職，而何儀則擔任「發丘中郎將」，歸荀攸管理。

## 外部連結
- （英文）Biography from kongming.net （页面存档备份，存于）
- （英文）Chapter 12 of Romance of the Three Kingdoms, in which He Man appears (paragraphs 65-67)